# Дев'ятигранник

Тривимірний як приклад дев'ятигранника

Дев'ятигранник (іноді використовується назва еннеаедр) — це многогранник із дев'ятьма гранями. Існує 2606 видів опуклих дев'ятигранників, кожен з яких має свою унікальну конфігурацію вершин, ребер та граней. Жоден із цих многогранників не є правильним.

## Приклади
Найвідомішими дев'ятигранниками є восьмикутна піраміда та семикутна призма. Семикутна призма є однорідним многогранником з двома правильними семикутними та сімома квадратними гранями. Восьмикутна піраміда має вісім рівнобедрених трикутних граней навколо правильної восьмикутної основи. Два інших дев'ятигранники також можна знайти серед правильногранних многогранників — це подовжена чотирикутна піраміда і подовжена трикутна біпіраміда. Тривимірний асоціедр, майже многогранник Джонсона зі сімома п'ятикутними гранями і трьома чотирикутними гранями, є дев'ятигранником. П'ять правильногранних многогранників мають дев'ятигранні двоїсті тіла, це трисхилий купол, скручена подовжена чотирикутна піраміда, самодвоїста подовжена чотирикутна піраміда, тричі нарощена трикутна призма (двоїста асоціедру) і тричі відсічений ікосаедр. Ще один дев'ятигранник — відсічений трапецоедр із квадратною основою і 4 дельтоїдними та 4 трикутними гранями.
| Семикутна призма                 | Подовжена чотирикутна піраміда                                       | Подовжена трикутна біпіраміда             |
| Тіло, двоїсте трисхилому куполу  | Тіло, двоїсте скрученій подовженій чотирикутній піраміді             | Тіло, двоїсте тричі відсіченому ікосаедру |
| Квадратний відсічений трапецоедр | Зрізана трикутна біпіраміда, майже многогранник Джонсона, і асоціедр | Дев'ятигранник Гершеля                    |

Граф Гершеля представляє вершини та ребра дев'ятигранника Гершеля (див. вище), усі грані якого чотирикутні. Це найпростіший многогранник без гамільтонового циклу, єдиний дев'ятигранник, у якому всі грані мають однакову кількість ребер, і один зі всього трьох двочасткових дев'ятигранників.

Два найменші можливі ізоспектральні поліедральні графи є графами дев'ятигранників

Найменша пара ізоспектральних поліедральних графів є дев'ятигранниками з вісьмома вершинами в кожному.

## Дев'ятигранники, що заповнюють простір

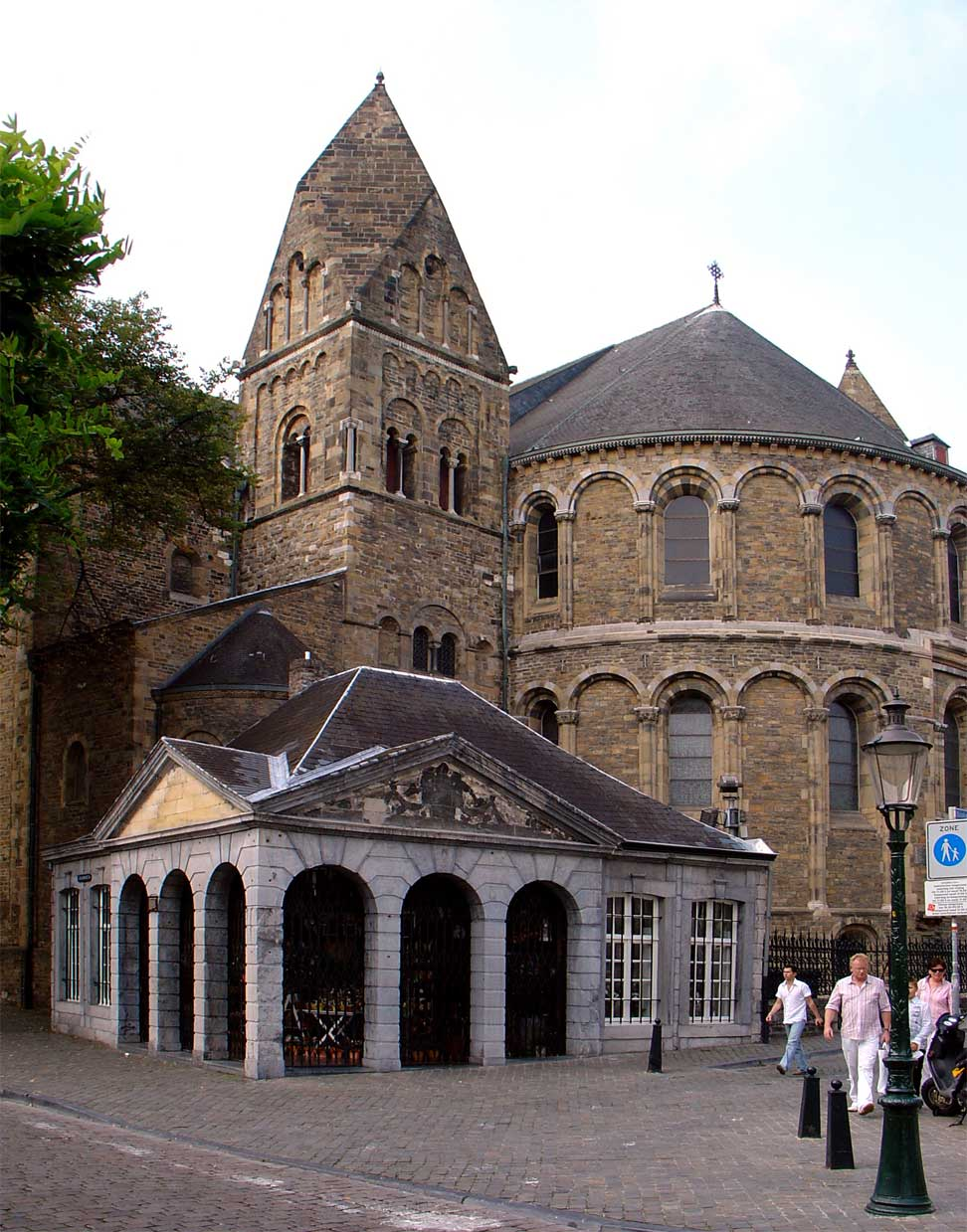
Базиліка Діви Марії (Маастрихт), верх вежі якої утворює многогранник, що заповнює простір

Розтин ромбододекаедра навпіл через довгі діагоналі чотирьох його граней дає самодвоїстий дев'ятигранник, квадратний відсічений трапецоедр з однією великою квадратною гранню, чотирма ромбічними гранями і чотирма рівнобедреними трикутними гранями. Подібно до самого ромбічного додекаедра, це тіло можна використати для замощення тривимірного простору. Подовжений варіант цього тіла, що залишається здатним замощувати простір, можна побачити на вершині задньої сторони веж романської базиліки Діви Марії XII століття. Самі вежі з їхніми чотирма п'ятикутними сторонами (стінами), чотирма гранями даху та квадратною основою утворюють інший дев'ятигранник, що заповнює простір.
Голдберг знайшов щонайменше 40 топологічно різних дев'ятигранників, які заповнюють простір.

## Топологічно різні дев'ятигранники
Існує 2606 топологічно різних опуклих дев'ятигранників, за винятком дзеркальних відображень. Їх можна розбити на підмножини з 8, 74, 296, 633, 768, 558, 219, 50 дев'ятигранників із числом вершин від 7 до 14 відповідно. Таблицю цих чисел разом із детальним описом дев'ятивершинних дев'ятигранників першим опублікував у 1870-х роках Томас Кіркман.